# Голциус и компанията „Пеликан“
„Голциус и компанията „Пеликан“ (на английски: Goltzius and the Pelican Company) е нидерландски биографичен филм от 2012 година на режисьора Питър Грийнауей по негов собствен сценарий.
Сюжетът, базиран на живота на художника от XVI век Хендрик Голциус, се концетрира върху опитите му да убеди маркграфа на Елзас да финансира закупуването на печатарска машина за отпечатването на поредица еротични илюстрации на сцени от Библията, представяйки пред него драматизации на част от тях. Главните роли се изпълняват от Рамси Наср, Ф. Мъри Ейбрахам, Кейт Моран, Джулио Берути, Ане Луизе Хасинг.